# Communauté de communes du Pays des Herbiers
Die Communauté de communes du Pays des Herbiers ist ein französischer Gemeindeverband mit der Rechtsform einer Communauté de communes im Département Vendée in der Region Pays de la Loire. Sie wurde am 20. Dezember 1994 gegründet und umfasst acht Gemeinden. Der Verwaltungssitz befindet sich im Ort Les Herbiers.

## Mitgliedsgemeinden
| Gemeinde                                    | Einwohner 1. Januar 2022 | Fläche km² | Dichte Einw./km² | Code INSEE | Postleitzahl |
| ------------------------------------------- | ------------------------ | ---------- | ---------------- | ---------- | ------------ |
| Beaurepaire                                 | 2.406                    | 24,19      | 99               | 85017      | 85500        |
| Les Epesses                                 | 2.984                    | 31,29      | 95               | 85082      | 85590        |
| Les Herbiers                                | 16.589                   | 88,78      | 187              | 85109      | 85500        |
| Mesnard-la-Barotière                        | 1.560                    | 11,83      | 132              | 85144      | 85500        |
| Mouchamps                                   | 2.986                    | 55,00      | 54               | 85153      | 85640        |
| Saint-Mars-la-Réorthe                       | 1.033                    | 9,28       | 111              | 85242      | 85590        |
| Saint-Paul-en-Pareds                        | 1.382                    | 12,32      | 112              | 85259      | 85500        |
| Vendrennes                                  | 1.802                    | 16,92      | 107              | 85301      | 85250        |
| Communauté de communes du Pays des Herbiers | 30.742                   | 249,61     | 123              | –          | –            |

## Aufgaben
Der Gemeindeverband beschäftigt sich vor allem mit der Wirtschaftsförderung und dem Umweltschutz.